# Bassie en de speurtocht naar Charly
Bassie en de speurtocht naar Charly, ook bekend als Bassie en zijn vriendjes: de ontvoering, is een Nederlandse televisieserie uit 2007. De afleveringen draaien om Clown Bassie, van het duo Bassie en Adriaan. De serie werd uitgezonden op RNN7, TV Oranje en Pebble TV.

## Achtergrond
De opnames van deze serie vonden medio 2006 hoofdzakelijk plaats in Oostenrijk. Daarnaast werd er gefilmd in Nederland, Duitsland en België. In totaal telde de serie 53 opnamedagen. De werktitel van de serie was Bassie en de ontvoering. 
Hoewel Aad van Toor niet in beeld komt, is zijn bedrijf verantwoordelijk voor het camerawerk en de montage. De serie werd op 11 september 2007 uitgebracht op dvd, in twee dubbel-dvd digipacks door Bridge Entertainment Group. De serie is hierna op vele regionale zenders vertoond. De eerste zender die dit deed was RNN7 in 2008.
In 2017 werd de serie opnieuw op dvd uitgebracht als een dubbel-dvd onder de titel Bassie en zijn vriendjes: de ontvoering.

## Het verhaal
Het verhaal begint met de ontvoering van de buikspreekpop Charly, die meewerkt in de show Bassie en zijn vriendjes. De ontvoerder eist geen losgeld maar wil dat clown Bassie stopt met optreden. De ontvoerder 'Superboef' is namelijk zelf clown en heeft nooit een kans gekregen in de amusementswereld, omdat Bassie jarenlang succes had met de acrobaat Adriaan als artiestenduo. Bassie is natuurlijk helemaal niet van plan om te stoppen. Integendeel. Hij gaat met zijn vrienden Evert en Peter achter de boef aan en komt daarbij in Duitsland, België en Oostenrijk terecht. Uiteindelijk komen ze in een televisiestudio uit. Hier blijkt dat alles in scène is gezet, omdat iedereen graag weer eens een spannende avonturenserie wilden zien met in de hoofdrol Bassie.

## Rolverdeling
- Bas van Toor - Clown Bassie / muzikant
- Marco Verhagen - Superboef / CBTV-presentator
- Evert van den Bos - Evert
- Peter Grooney - Peter/ Charly
- Jan Buitenga- Regisseur CBTV
- Malou Buitenga - CBTV-presentatrice

## Afleveringen
- 1. De ontvoering van Charly
- 2. Op zoek naar Charly
- 3. De reis naar Oostenrijk
- 4. De Festung met de Festungbahn
- 5. Bassie ontmoet Mozart
- 6. Het marionettentheater
- 7. Een nat pak
- 8. De zoutmijn
- 9. Hoog op de berg
- 10. Een echte slagroomtaart
- 11. De kerststallen
- 12. De achtervolging
- 13. De ontknoping

## Liedjes
- Altijd op reis (voor- en eindtune)
- De koeienblues
- Ieder zijn vak (boevenlied)
- Ik ben verdrietig...
- Ik ben zo bang
- Jodellied
- We zitten samen in de show

## Mondharmonica
- Crime Blues
- The Sound of Music
- How The West Was One
- Sonate Facile (Wolfgang Amadeus Mozart)

## Trivia
- De voice-over als verteller is gedaan door Peter Donk.
- Jan Buitenga die te zien is als regisseur CBTV speelde eerder "Wachtmeester Elsink" in Bassie & Adriaan: De Verdwenen Kroon.